# Grčki referendum 2015.
Grčki referendum 2015. referendum se održao 5. srpnja 2015. godine. Na referendumu su građani Grčke odlučili žele li prihvatiti plan štednje EU; plan su sačinile Europska komisija, MMF i Europska središnja banka.

## Referendumsko pitanje
Treba li biti prihvaćen nacrt sporazuma koji je dostavljen od strane Europske komisije, Europske središnje banke i Međunarodnog monetarnog fonda na sastanku 25. lipnja 2015. godine, koji se sastoji od dva dijela, koja čine jedinstveni prijedlog? Prvi dokument nosi naziv "Reforme za dovršetak trenutačnog programa štednje i što poslije" a drugi se zove "Preliminarna analiza održivosti duga".

00❑ Ne prihvaćam / NE

00❑ Prihvaćam / DA

## O referendumu
Njemački mediji ističu možebitno kršenje grčkoga Ustava: Kampanja uoči glasovanja potrajat će maksimalno osam dana. To ne samo da je kuriozitet, već je i kršenje grčkog Ustava, smatra stručnjak za državno pravo i političar Evangelos Venizelos., te neke očite nelogičnosti: na listićima je „NE“ na prvom mjestu. „DA“ se nalazi ispod „NE“ – znači da redoslijed nije u skladu s grčkim alfabetom. Osim toga svoj glas ne smije dati više od dva milijuna Grka koji žive u inozemstvu.
Grčki ustavni sud odbacio je prigovor na zakonitost glasovanja o programu spašavanja Grčke 3. srpnja 2015.
Grčki premijer Cipras bio je stava 'protiv' i uoči referenduma napao je međunarodne vjerovnike da ucjenjuju Grčku i izjavio je da ne dolazi u obzir otkazivanje referenduma. Predsjednik gospodarske komore nije bio premijerova mišljenja. Dok je premijer Cipras hrabrio grčke birače da problemi s kojima se suočavaju zbog zatvaranja banaka neće trajati dugo i kako očekuje da će postići novi dogovor o pomoć, predsjednik gospodarske komore izjavio je da grčke banke ostaju bez novca i da sanja svatko tko misli da će banke uskoro biti otvorene. Grčka vlada je bila premijerova stava, te je izvijestila da će banke vrlo brzo otvoriti vrata jer je bankarski sustav siguran, i nije vjerovala procjenama nekih bonitetnih agencija, koje se mogu svrstati pod pritisak, da bi najveće banke već bankrotirale da nije uvedeno ograničenje u povlačenju depozita. Ministar financija Janis Varufakis izjavio je da je budućnost Grčke u eurozoni te da nema govora o povratku drahme. Bezrezervno je stao uz euro, izjavivši da ne može tiskati drahme jer su tiskare uništene i da nemaju kapaciteta za tiskanje drahme, jer je godinu dana prije nego što se Grčka pridružila eurozoni, 2000. godine, jedna od mjera koju je Grčka poduzela bila da se riješe svih svojih tiskara. Za kraj je izjavio svoj stav koji je bez pristanka prikazao kao stav cijelog naroda da žele "očajnički ostati u eurozoni".
Grčkog premijera Ciprasa grubim je riječima u uvodniku napao Financial Times 28. lipnja 2015., kriveći ga za 'debakl' Grčke, da krivo vodi narod i da će nedjeljni referendum zapravo biti o glasovanju "ili euro ili drahma".
Grčki su birači bili izloženi i prijetnjama MMF-a da će se suočiti s financijskim bezdanom i čelnika Eurozone da neće biti temelja za nove pregovore i da će biti upitno može li Grčka ostati u Eurozoni, a bonitetne agencije Fitch i S&P (1. srpnja), Moody's (2. srpnja) Grčkoj su snizile rejting.
Ministri financija eurozone 1. srpnja pritiskali su grčke glasače i njihovu vladu upozorenjem da će pregovori o novom programu pomoći ovisiti o rezultatima nedjeljnog referenduma, kojem su se ti ministri protivili. Prijetili su se Grci da će se vratiti grčkom zahtjevu za potporom financijskoj stabilnosti iz ESM-a (Europskog stabilizacijskog mehanizma) tek nakon i na osnovi ishoda referenduma, odnosno da bi uvjeti za isplatu kredita mogli biti stroži ako Grci na referendumu vjerovnicima kažu "protiv" te da bi "protiv" moglo ugroziti ostanak Grčke u eurozoni, dok bi "da" bio znak potpore EU-u. 
Radi utjecanja na povodljive birače, grčki su birači nekoliko dana prije referenduma bili zatrpavani šumom lažnih informacija i krivotvorenih anketa. Objavljivane su ankete koje su neistinito prikazivale podijeljenost i kolebanje grčkih birača. Ankete od 3. srpnja govorile su o 45 posto glasača koji su bili 'za' prihvaćanje vjerovničke ponude, dok je 'protiv' po tim namještenim anketama bilo 43,5 posto, a neodlučnih oko 12 posto. U režiji inozemnih vjerovnika organizirani su prosvjedi pristaša njihove ponude, medijskom blokadom nije priopćena znatnija brojnost prosvjednika protiv vjerovničke ponude. Dane uoči referenduma plasirane su lažne informacije o promjeni raspoloženja grčkih birača.
Dobitnik Nobelove nagrade za ekonomiju Paul Krugman uoči referenduma bio je suprotna stava od vjerovnika i na strani premijera Ciprasa, odnosno za glas 'ne'. Izjavio je da je glavna navala štediša na banke gotova i da se analizom troškova i koristi dade utvrditi da je od ove točke isplativiji izlazak Grčke iz eurozone nego ikad prije. Nakon pobjede opcije 'protiv' čiji je pristaša bio i Krugman, Krugman je izjavio da je grčko 'ne', velika pobjeda za Ciprasa, Syrizu ali i pobjeda za Europu i europsku ideju. Zaključio je da su ovime pobijedili svi Europljani kao sudionici u demokraciji, jer se birači nisu dali zastrašiti. Pohvalio je Grke što su srušili viziju skupine 'drugih Europljana' koju je namjeravala nametnuti Grcima za 'njihovo' (grčko) gospodarstvo i buduće izglede. Istaknuo je da smo upravo svjedočili kako se Grčka suprotstavila zbilja prljavoj nemoralnoj kampanji zlostavljanja i zastrašivanja koja je bila pokušaj plašenja grčke javnosti, ne samo za prihvaćanje vjerovničkih zahtjeva, nego i pritiske na to da Grci odbace svoju demokratski izabranu vladu. Ove je pritiske Krugman nazvao sramotnim momentom u suvremenoj europskoj povijesti i da bi to bio zbilja ružni presedan da je ovo zastrašivanje uspjelo.

## Ishod referenduma
Grčki građani su na referendumu dali potporu politici premijera Alexisa Ciprasa, koji je pozvao na glasovanje "protiv" nazvavši prijedlog vjerovnika poniženjem i ultimatumom. Nakon prebrojanih 50% glasova, opcija 'ne' 61,21 posto potpore, a opcija 'za' ima 38,79 posto.
| Opis                                                                  | Glasova   | Postotak |
| --------------------------------------------------------------------- | --------- | -------- |
| ZA                                                                    | 2 245 537 | 38,69%   |
| PROTIV                                                                | 3 558 450 | 61,31%   |
| Važećih glasova                                                       | 5 803 987 | 94,20%   |
| Nevažećih i prazni listići                                            | 357 153   | 5,8%     |
| Ukupno glasova                                                        | 6 161 140 | 100,00%  |
| Registriranih birača/izlaznost                                        | 9 858 508 | 62,50%   |
|                                                                       |           |          |
| ██ >50–55% NE ██ >55–60% NE ██ >60–65% NE ██ >65–70% NE ██ >70–75% NE |           |          |

## Vanjske poveznice
- https://web.archive.org/web/20150701094514/http://www.referendum2015gov.gr/en/ - službena stranica
- http://www.ypes.gr/el/Elections/referendum2015/  Arhivirana inačica izvorne stranice od 1. srpnja 2015. (Wayback Machine) - najava referenduma